# Seututie 272
Pour les articles homonymes, voir Route 272.
La route régionale 272 (finnois : Seututie 272) ou route portuaire du nord (finnois : Pohjoinen satamatie)  ou route de l'archipel de Pori (finnois : Porin saaristotie) est une route régionale allant de Poikeljärvi à Lampaluoto dans la partie nord de la ville de Pori en Finlande,.

## Présentation
La seututie 272 est une route régionale de Satakunta.
Longue d'environ 16 kilomètres elle traverse les parties nord de Pori et relie les route nationale 8 et route nationale 23 à Meri-Pori.
À l'origine, la route a été construite  pour le trafic lourd de l'Ostrobotnie et de la Finlande centrale vers les ports de Pori. 
L'objectif était de réduire les volumes de trafic des routes nationales 8 et  2 encombrées entre le centre de Pori et Mäntyluoto, ainsi que Söörmarku et Hyvelä.

## Parcours
La route 272 part de l'route nationale 8 a Poikeljärvi, à environ 15 kilomètres du centre de Pori. 
La route nationale 23 venant de Jyväskylä lui est reliée au nord par la route de liaison 2701, longue de plus de 6 kilomètres.
La route passe à 10 kilomètres au sud d'Ahlainen avant d'arriver au bord de la mer de Botnie à Ämttö, où commence la section proprement dite route de l'archipel. 
Dans ses derniers kilomètres, la route traverse l'embouchure du Kokemäenjoki.
Elle traverse,  entre autres,  les îles d'Oodee, Revaskeri, Lynaskeri et Kuuttokari, avant d'arriver à Lampaluoto, où la route traverse le passage à niveau de la ligne portuaire de Tahkoluoto et rejoint la route de Reposaari menant aux ports de Tahkoluoto et Mäntyluoto.
La route 272 traverse huit ponts, dont l'un enjambe la rivière Eteläjoki (fi). 
Leur longueur totale est d'environ à 700 mètres.
Ce sont le pont de l'Eteläjoki, le pont d'Oodee, le pont de Revaskeri, le pont de  Kuuttosunti et le pont de le pont de Kirrinsunti.

## Galerie

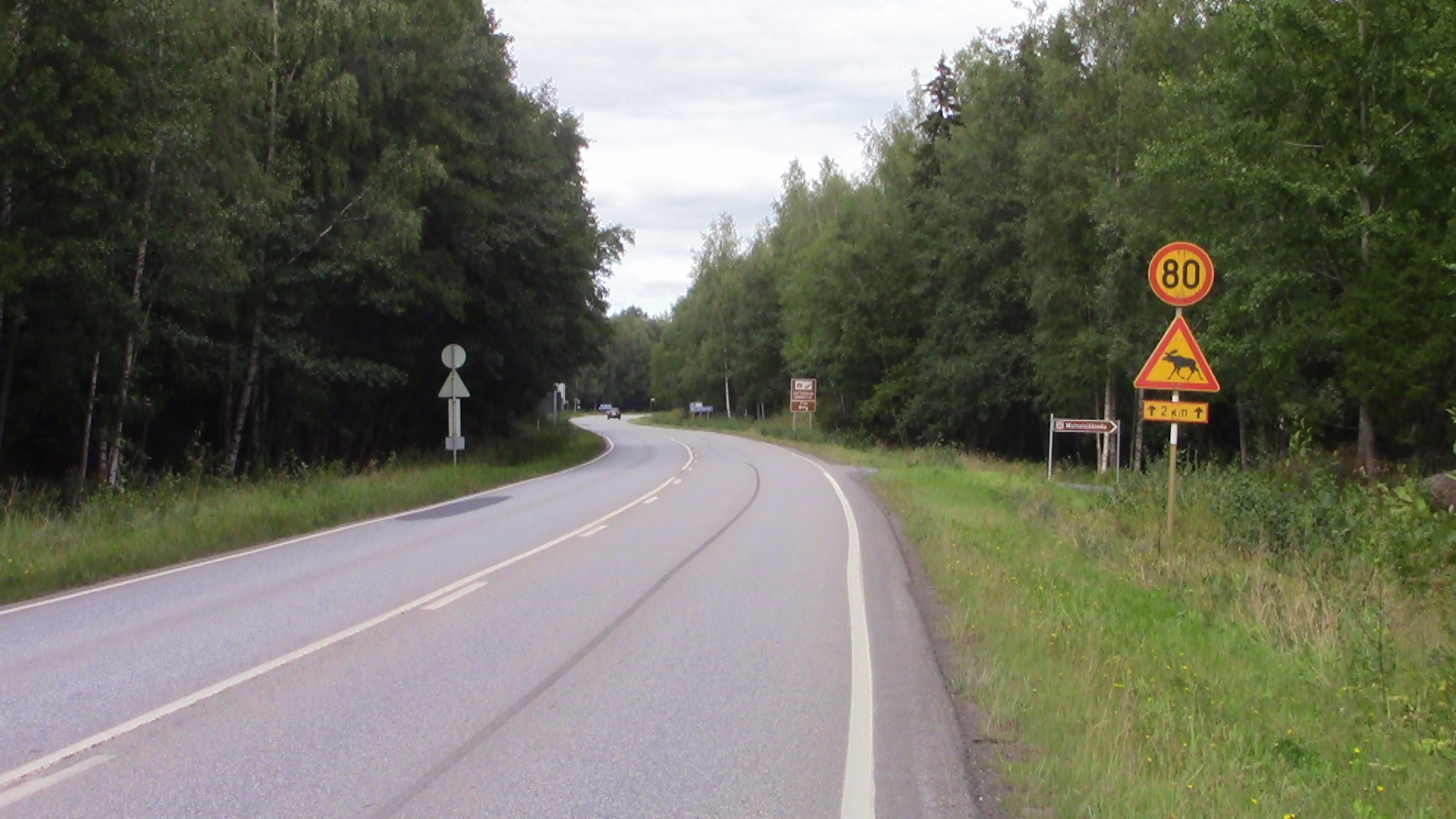
La 272 à Tylty vers Poikeljärvi.
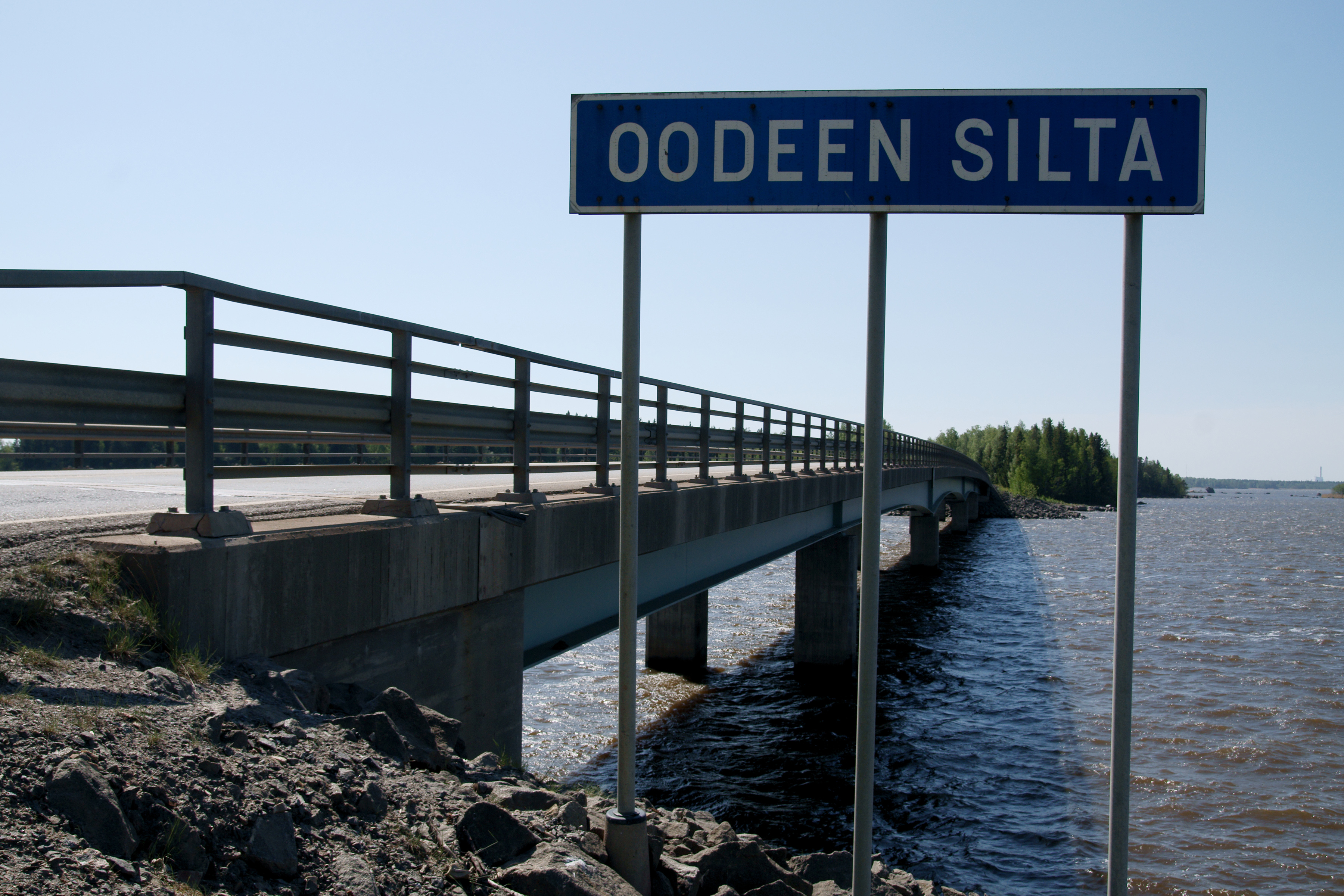
Pont d'Oodee.
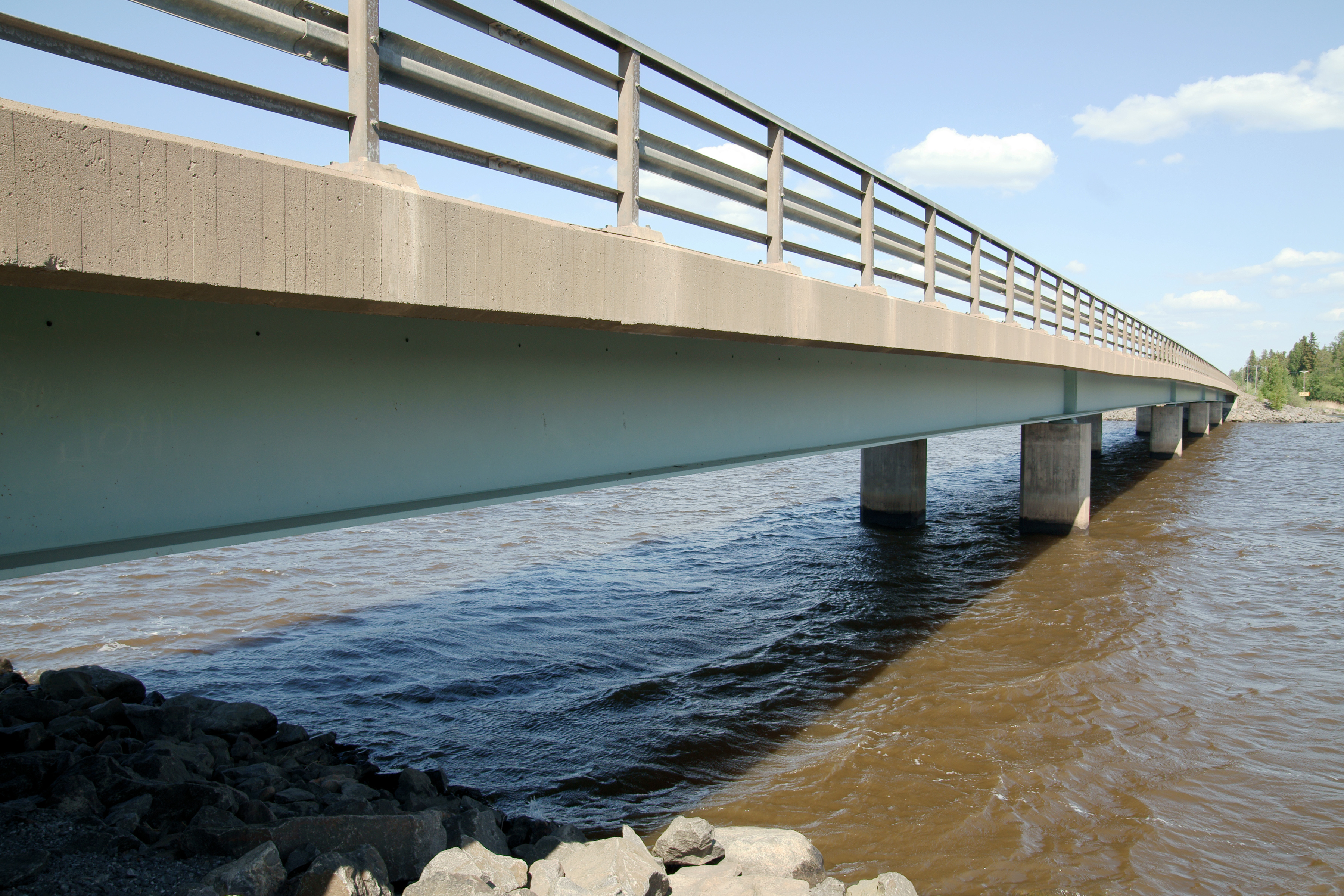
Pont de Revaskeri.
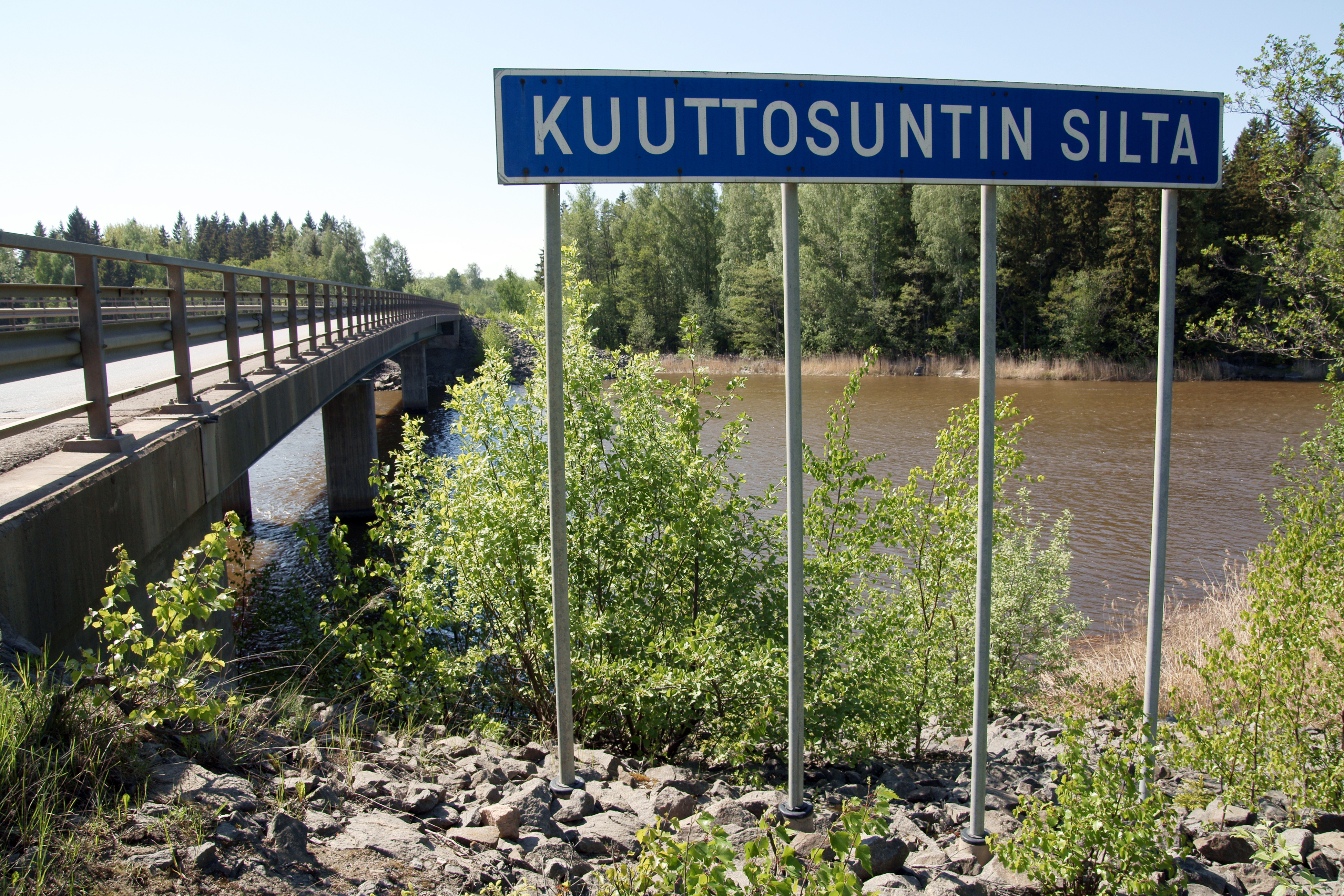
Pont de Kuuttosunti.